# Premio della letteratura nederlandese
Il Premio della letteratura nederlandese è un riconoscimento assegnato al miglior libro di autore residente nei Paesi Bassi, in Belgio o nel Suriname scritto in olandese.
Tra i più prestigiosi premi dell'area della lingua olandese, è assegnato ogni tre anni alternativamente dalle case reali olandesi e belghe.
Istituito nel 1956, è gestito dalla Nederlandse Taalunie e assegna al vincitore un premio di 40000 euro.
Nel 2001 l'allora sovrano Alberto II del Belgio si rifiutò di assegnare il premio allo scrittore Gerard Reve in quanto l'allora compagno dell'autore era stato accusato di pedofilia.
Nel 2021 la cerimonia di assegnazione del premio è stata cancellata in seguito al supporto della vincitrice Astrid Roemer dell'ex presidente del Suriname Dési Bouterse.

## Albo d'oro

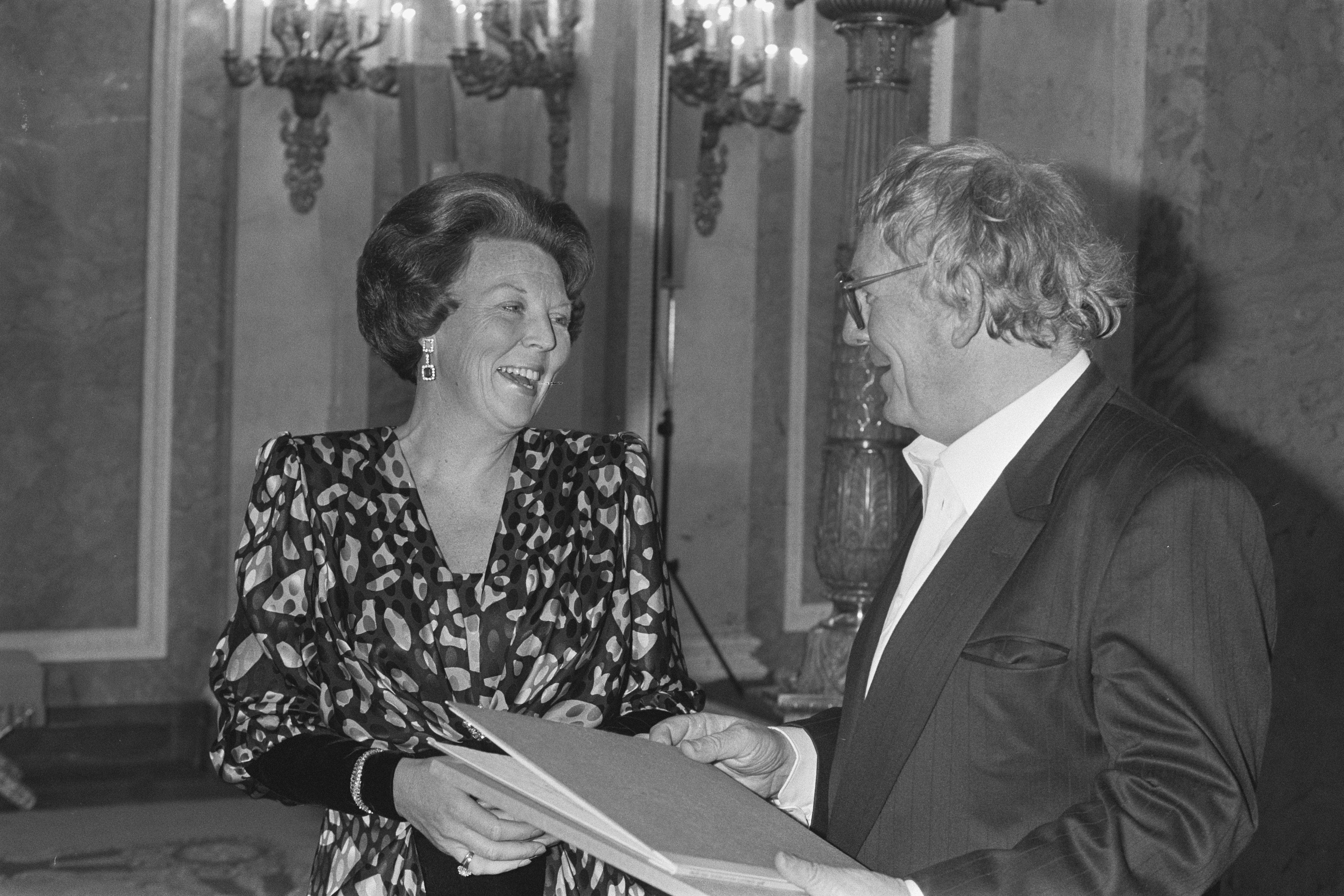
Hugo Claus riceve il Premio della letteratura nederlandese dalla regina Beatrice dei Paesi Bassi a L'Aia il 14 novembre 1986

## Albo d'oro[9]
- 2024: Tom Lanoye[10]
- 2021: Astrid Roemer[11]
- 2018: Judith Herzberg
- 2015: Remco Campert
- 2012: Leonard Nolens
- 2009: Cees Nooteboom
- 2007: Jeroen Brouwers (rifiutato)[12]
- 2004: Hella Haasse
- 2001: Gerard Reve
- 1998: Paul de Wispelaere
- 1995: Harry Mulisch
- 1992: Christine D'haen
- 1989: Gerrit Kouwenaar
- 1986: Hugo Claus
- 1983: Lucebert
- 1980: Maurice Gilliams
- 1977: Willem Frederik Hermans
- 1974: Marnix Gijsen
- 1971: Simon Vestdijk
- 1968: Gerard Walschap
- 1965: J. C. Bloem
- 1962: Stijn Streuvels
- 1959: Adriaan Roland Holst
- 1956: Herman Teirlinck